# Groupe de travail sur l'avenir des institutions
 (janvier 2016).
Le groupe de travail sur l'avenir des institutions, est un comité de réflexions sur les institutions françaises, dont les travaux se sont déroulés en 2014 et 2015. Il a été créé par le président de l'Assemblée nationale Claude Bartolone et coprésidé par l'historien Michel Winock.
Composé de vingt-trois membres, dont 11 parlementaires issus de tous les groupes politiques et 12 personnalités qualifiées (professeurs de droit, intellectuels et représentants du monde de l’entreprise), le groupe de travail sur l’avenir des institutions est la première instance de ce type créée à l’initiative non d’un Président de la République, mais du Parlement, se distinguant ainsi de la commission Vedel, du comité de réflexion et de proposition sur la modernisation et le rééquilibrage des institutions  et de la commission Jospin. La diversité des profils des membres du groupe, mais surtout la méthodologie retenue pour dégager les propositions développées dans le rapport le distinguent également de tels précédents. Les dix-sept propositions contenues dans le rapport  résultent en effet de l’exploitation des réponses données par les membres du groupe à un questionnaire préférentiel.

## Une initiative parlementaire
Le Président de l’Assemblée nationale, Claude Bartolone, a annoncé la création d’un groupe de réflexion sur l’avenir des institutions coprésidé par l’historien Michel Winock, lors d’une conférence de presse le 8 octobre 2014. Il déclara à cette occasion : « J’ai donc décidé de mettre en place une « mission sur l’avenir de nos institutions » que j’aurai l’honneur de coprésider avec Michel Winock, historien, spécialiste de l’histoire de la République française (…) Cette mission, pluraliste, sera composée de parlementaires et bien évidemment de juristes. Mais elle s’ouvrira aussi à des historiens, philosophes, économistes, acteurs de terrain (…) Je présenterai, en accord avec Michel Winock, sa composition dans les tout prochains jours en conférence des présidents. Des propositions seront formulées au printemps prochain (…) J’en suis persuadé, cette question sera au cœur de la prochaine campagne présidentielle. Elle sera sans doute même tranchée dans ce cadre. Et pourquoi pas avant (…) Une chose est sûre : c’est une question trop importante pour que l’Assemblée nationale s’en désintéresse. Trop importante pour qu’elle ne soit pas débattue par les citoyens et leurs représentants. »
La création de ce groupe fut entérinée par la conférence des Présidents de l’Assemblée nationale du 14 octobre 2014.
Le groupe se réunit pour la première fois le jeudi 27 novembre 2014. 

## Composition
2 co-présidents :
- Claude Bartolone, président de l'Assemblée nationale ;
- Michel Winock, historien.

11 parlementaires :
- Seybah Dagoma, députée SRC ;
- Karine Berger, députée SRC ;
- Cécile Untermaier, députée SRC ;
- Alain Tourret, député RRDP ;
- Cécile Duflot, députée Écologiste et ancienne ministre ;
- Marie-George Buffet, députée GDR et ancienne ministre ;
- Bernard Accoyer, député Les Républicains et ancien président de l'Assemblée nationale ;
- Marie-Jo Zimmermann, députée Les Républicains ;
- Arnaud Richard, député UDI ;
- Luc Carvounas, sénateur PS (les sénateurs Les Républicains avaient refusé de participer à cette mission).

11 personnalités qualifiées : 
- Denis Baranger, professeur de droit public ;
- Marie-Anne Cohendet, professeur de droit constitutionnel ;
- Christine Lazerges, professeur de droit privée et de sciences criminelle, présidente de la Commission nationale consultative des droits de l'homme ;
- Ferdinand Mélin-Soucramanien, professeur de droit constitutionnel, déontologue de l'Assemblée nationale ;
- Guillaume Tusseau, professeur de droit public ;
- Mireille Imbert Quaretta, ancienne magistrate, conseillère d'État, présidente de la commission des droits de protection de l'Hadopi ;

- Bernard Thibault, ancien secrétaire générale de la CGT ;
- Alain Gérard Slama, journaliste et éditorialiste au Figaro ;
- Michaël Fœssel, philosophe ;
- Virginie Tournay, biologiste et politologue ;
- Marie-Louise Antoni, ancienne journaliste, chargée de la communication du groupe d'assurance Generali.

## Les travaux du groupe de travail
Les travaux du groupe de travail se sont déroulés sur une période de onze mois au cours de laquelle dix-sept réunions ont été menées et trente-et-une personnes entendues.
Ont ainsi été auditionnés : 
- sur le thème de la globalisation : Laurence Parisot et Jean Pisani-Ferry[3] ;
- sur le thème de l’Europe : Yves Bertoncini, Jean-Louis Bourlanges et Jean Quatremer[4] ;
- sur le thème du référendum : Laurence Morel et Denis Giraux[5] ;
- sur le thème des nouvelles voies de la démocratie : Dominique Schnapper et Henri Verdier[6] ;
- sur le thème de la démocratie sociale : Pierre Cahuc[7] et Jean-Emmanuel Ray[8] ;
- sur le thème de la démocratie environnementale : Bruno Latour et Benoît Hartmann[9] ;
- sur le thème des élus : Philippe Doucet[10] ;
- sur le thème des partis politiques : Frédéric Sawicki et Guillaume Liegey[11] ;
- sur le thème de la responsabilité du pouvoir exécutif : Marie-Claire Ponthoreau et Olivier Beaud[12] ;
- sur le thème de la dyarchie de l’exécutif : Bastien François[13] ;
- sur le thème du temps politique : Géraldine Muhlmann[14] ;
- sur le thème des modes de scrutin : Jean-Claude Casanova[15] ;
- sur le thème du bicamérisme : Jean-Noël Jeanneney[16] et Pascal Jan[17] ;
- sur le thème de la simplification législative : Laure de la Raudière et Régis Juanico[18] ;
- sur le renforcement du Parlement : Olivier Rozenberg, Armel Le Divellec[19] et Céline Vintzel[20] ;
- sur le thème de la représentation : Bernard Manin[21] ;
- sur le thème de la justice : Pierre Joxe et Denis Salas[22].

Toutes les auditions du groupe de travail sur l'avenir des institutions ont été diffusées en direct sur le site de l'Assemblée nationale et ont fait l'objet d'un compte-rendu intégral également diffusé sur le site. L'ensemble des comptes rendus figure dans le rapport.

## Le rapport

### Une méthodologie innovante: le questionnaire préférentiel
Au terme du cycle d’auditions mené par le groupe de travail, un questionnaire dit « préférentiel » fut soumis à chacun de ses membres. Il comportait 83 questions principales et 50 sous-questions, soit un total de 133 questions. Les participants étaient invités à exprimer, vis-à-vis de chacune de ces propositions, un degré de consensus noté sur une échelle de 1 à 5 (1 = pas du tout d’accord ; 2 = plutôt d’accord ; 3 = abstention ; 4 = plutôt d’accord ; 5 = tout à fait d’accord). Une proposition était considérée comme adoptée lorsqu’une majorité relative des membres du groupe s’était prononcée en sa faveur, qu’ils se déclarent tout à fait ou plutôt d’accord. Le questionnaire ainsi que les notes moyennes attribuées à chacune des propositions et permettant de mesurer le degré d’adhésion à celles-ci sont publiés en annexe du rapport. Le questionnaire a également été publié sur le site de l’Assemblée nationale afin d’être rempli par les internautes. 

### Dix-sept propositions
Le rapport intitulé « Refaire la démocratie » est adopté le 2 octobre 2015, il avance dix-sept propositions, structurées autour de cinq axes : 
Sur le thème « restaurer le lien entre les citoyens et leurs représentants » :
- imposer le non-cumul des mandats dans le temps, c’est-à-dire limiter à trois le nombre de mandats identiques successifs ;
- mettre en place un véritable statut de l’élu ;
- introduire une représentation proportionnelle à l’Assemblée nationale ;
- élargir le champ du référendum et instaurer un véritable référendum d’initiative populaire : élargir le champ du référendum prévu au premier alinéa de l’article 11 de la Constitution à l’ensemble des matières énumérées à l’article 34 de la Constitution et créer un véritable référendum d’initiative populaire encadré par un contrôle juridictionnel et assorti d’un quorum ;
- revoir les procédures d’inscription sur les listes électorales en les automatisant lorsque cela est possible.

Sur l'équilibre entre les pouvoirs exécutifs et législatifs :
- redéfinir le rôle du Président de la République : maintenir l’élection au suffrage universel direct et moderniser le rôle d’arbitre du Président de la République en réorientant son action vers les enjeux de long terme ;
- réinventer le septennat : instaurer un mandat de sept ans non-renouvelable, en cas de non rétablissement du septennat, procéder, à tout le moins, à l’inversion du calendrier électoral afin que les élections législatives aient lieu avant l’élection présidentielle ;
- renforcer la responsabilité de l’exécutif et mieux le contrôler sur les questions européennes : rendre obligatoire le principe d’un vote d’investiture par l’Assemblée nationale lors de la formation d’un nouveau Gouvernement et instaurer un débat à l’Assemblée nationale, avec le Président de la République, en amont des Conseils européens.

Sur le cumul des mandats :
- réduire le nombre de députés (à 400) et de sénateurs (à 200) afin de renforcer leur poids dans les institutions ;
- rénover le bicamérisme : fusionner le Sénat et le Conseil économique, social et environnemental (CESE), en créant éventuellement une assemblée parlementaire à deux collèges, pour mieux représenter les forces actives du pays. Le Sénat conserverait une compétence législative, mais son action serait davantage orientée vers l’évaluation et le contrôle ; plus étroitement assisté par la Cour des comptes, il deviendrait un véritable « pôle de contrôle parlementaire ». Tout pouvoir de blocage en matière constitutionnelle serait retiré au Sénat. L’échelon d’élection des sénateurs serait régionalisé. À défaut, limiter les compétences du Sénat aux questions relatives aux collectivités territoriales et faire du CESE la chambre du débat participatif ;
- libérer le Parlement de ses carcans : supprimer la limitation du nombre de commissions, libérer le droit d’amendement dans le domaine financier en abrogeant l’article 40 de la Constitution et interdire au Gouvernement d’amender ses projets de loi ou, au minimum, soumettre ses amendements à un délai de dépôt ;
- améliorer la fabrique de la loi : limiter la procédure accélérée dans sa forme actuelle à un ou deux textes par session et instaurer une nouvelle forme de procédure accélérée dont l’usage ne serait pas contingenté, respecter une plus stricte séparation entre le domaine de la loi et celui du règlement et prévoir une procédure pour écarter des lois les dispositions non normatives et rénover la procédure de discussion des textes ; rénover la procédure d’examen des amendements ;
- améliorer les instruments de contrôle et les droits de l’opposition : supprimer la semaine de contrôle pour en faire une semaine réservée aux travaux des commissions ; instituer un contre-rapporteur de l’opposition, instaurer un « droit de réplique », dont pourrait user l’auteur d’une question au Gouvernement, renforcer le contrôle sur les nominations envisagées par le Président de la République en substituant au système actuel une majorité positive des 3/5 et obliger le Gouvernement à justifier devant les commissions parlementaires compétentes la non-publication des décrets d’application à l’expiration d’un délai de six mois ;
- faire une place plus large aux citoyens et aux questions européennes : développer les ateliers législatifs citoyens et expérimenter le dépôt d’amendements citoyens et faire entrer plus largement l’Europe au sein du Parlement en créant une commission des affaires européennes de plein exercice et en consacrant aux affaires européennes une séance mensuelle de questions au Gouvernement.

Sur l'État de droit :
- renforcer l’indépendance de la justice : consacrer dans le titre VIII de la Constitution l’existence non d’une « autorité » judiciaire, mais d’un « pouvoir» judiciaire, consacrer l’indépendance et l’impartialité de la justice dans le titre VIII de la Constitution en faisant du Conseil supérieur de la magistrature le garant de cette indépendance en lieu et place du Président de la République, accroître l’indépendance du parquet en rompant le lien de subordination hiérarchique qui le soumet au garde des Sceaux et en conditionnant les nominations qu’il propose à un avis conforme et non plus simple du Conseil supérieur de la magistrature, réviser la composition du Conseil supérieur de la magistrature afin qu’il compte autant de magistrats que de personnalités qualifiées, réviser le mode de désignation du Conseil supérieur de la magistrature en conditionnant la nomination des personnalités qualifiées à l’obtention d’une majorité positive des 3/5 dans les commissions compétentes de chacune des deux assemblées, étendre les pouvoirs de nomination du Conseil supérieur de la magistrature à l’ensemble des magistrats du siège et lui confier des pouvoirs d’inspection et permettre la publication, au sein du Conseil supérieur de la magistrature, des opinions dissidentes ;
- étudier la proposition tendant à la création d’un véritable ordre des juridictions sociales ;
- moderniser le Conseil constitutionnel : conditionner la nomination des membres du Conseil constitutionnel à l’obtention d’une majorité positive des 3/5 dans chacune des commissions parlementaires compétentes, mettre un terme à la présence de droit, au sein du Conseil constitutionnel, des anciens Présidents de la République, prendre acte de l’évolution du rôle du Conseil constitutionnel en modifiant sa dénomination et en consacrant ainsi l’existence, en France, d’une véritable « Cour constitutionnelle » et permettre la publication d’opinions dissidentes dans le cadre des travaux du Conseil constitutionnel.

### Contributions personnelles
Les membres du groupe de travail furent invités s’ils le souhaitaient à rédiger des « contributions personnelles » qui furent incluses dans le rapport. Certaines se présentent comme une analyse globale des institutions, d’autres se concentrent sur des points plus précis, abordés par le groupe de travail ou en lien avec les travaux de celui-ci.

### Colloque
Les 6 et 7 octobre 2016, un colloque intitulé « Refaire la démocratie » est organisé pour revenir sur les thèmes du rapport. Le président de la République François Hollande insiste sur le non cumul des mandats dans le temps, et une plus grande rapidité de la procédure législative. Il se montre réservé sur la question du référendum.